# آنتونوف ای‌ان-۳۲
آنتونوف ای‌ان-۳۲ (به انگلیسی: Antonov An-32) یک هواپیمای ساختِ کارخانهٔ آنتونوف در کشور اوکراین است که در سال ۱۹۷۶ ساخته شد. نخستین استفاده‌کنندهٔ این هواپیما نیروی هوایی هند بوده‌است. این هواپیما برای نخستین بار در ۹ ژوئیه ۱۹۷۶ میلادی مورد استفاده قرار گرفت.